# Ariëlla Eriks
Ariëlla Eriks is een Surinaams danseres. In 2020 was ze winnaar van het Festival Internacional de Dança Amazônia (FIDA) in Brazilië.

## Biografie
Ariëlla Eriks studeerde folkloredans bij Marlène Lie A Ling. Toen ze daar in 2016 slaagde voor een tussentijds diploma, had ze inmiddels 21 dansen geleerd uit verschillende culturen, zoals awassa en sekete van Surinaamse marrons en dansen uit Hindoestaanse en Chinese culturen.
In oktober 2020 vertegenwoordigde ze de Balletschool Marlène tijdens het Festival Internacional de Dança Amazônia (FIDA) van Belém in Brazilië en behaalde de eerste plaats. Ze bereikte dit in de categorie hedendaagse dans met een eigen choreografie, getiteld Inconspicuous. Ze kreeg de punten toegekend door een internationale vakjury. Ondanks de coronapandemie, waardoor Belém niet fysiek bezocht werd en de dansen via YouTube werden gepresenteerd, kende het festival dit jaar het meeste aantal deelnemers ooit.